# Паро (робот)
Паро је терапеутски робот који личи на бебу фоке (Phoca groenlandica). Направљен је са намером да оствари опуштајући ефекат и пробуди емоционалне реакције код пацијената у болницама и установама за специјалну негу. Остварени резултат је сличан терапији кућним љубимцима, али без њених негативних аспеката.
Дизајнер робота је Таканори Шибата (Takanori Shibata) је са развојем почео почетком 1993. на Институту за истраживање интелигентних система, у власништву јапанског државног института за напредну индустријалну науку и техонлогију (AIST - National Institute of Advanced Industrial Science and Technology). Паро је 2001. по први пут приказан у јавности, био је најбољи Комдексов (COMDEX - Computer Dealer's Exhibition) финалиста 2003. док су се ручно израђене верзије продавале од 2004.
Робот има додирне сензоре и реагује на мажење померањем свог репа и отварањем и затварањем својих очију. Такође реагује на звуке и може да научи своје име. Показује емоције попут изненађености, среће и љутње. Поизводи звуке сличне звуцима праве бебе-фоке и (за разлику од бебе-фоке) активан је у току дана док ноћу спава.